# Pleuranthodium tephrochlamys
Pleuranthodium tephrochlamys  (лат.) — вид однодольных растений рода Pleuranthodium семейства Имбирные (Zingiberaceae). Под текущим таксономическим названием был описан британской учёной-ботаником Роузмари Маргарет Смит в 1991 году.

## Распространение, описание
Эндемик Папуа — Новой Гвинеи. Типовой экземпляр собран на острове Новая Гвинея.
Гемикриптофит либо корневищный геофит.

## Синонимы
Синонимичные названия:
- Alpinia tephrochlamys K.Schum. & Lauterb.basionym
- Alpinia tephrochlamys var. aspericaulis Lauterb. & K.Schum.
- Psychanthus tephrochlamys (K.Schum. & Lauterb.) R.M. Sm.